# Fosforpentafluoride
Fosforpentafluoride (PF5) is een fosforhalogenide dat onder standaardomstandigheden voorkomt als een kleurloos gas.

## Structuur
Fosforpentafluoride is een hypervalente verbinding. Röntgendiffractie aan een eenkristal toont aan dat in fosforpentafluoride twee duidelijk van elkaar verschillende fosfor-fluorbindingen voorkomen, namelijk axiale en equatoriale bindingen: P−Fax = 158,0 pm en P−Feq = 152,2 pm. Via elektronendiffractie in de gasfase worden vergelijkbare resultaten gevonden: P−Fax = 158 pm en P−Feq = 153 pm.
Met behulp van 19F-NMR is het niet mogelijk, zelfs niet bij −100°C, onderscheid te maken tussen de axiale en equatoriale fluoratomen. De schijnbare equivalentie van de fluoratomen is terug te voeren op de snelle pseudorotatie via het Berry-mechanisme, waardoor de axiale en equatoriale fluoratomen zeer snel van positie wisselen. Deze schijnbare gelijkwaardigheid van de fluoratomen in fosforpentafluoride werd voor het eerst opgemerkt in 1953. Het verschijnsel werd voor het eerst verklaard door R. Stephen Berry, naar wie het mechanisme vervolgens genoemd is. De Berry-pseudorotatie heeft geen meetbaar effect op het 19F-NMR-spectrum van fosforpentafluoride omdat NMR meet op een tijdbasis van een milliseconde. De uitwisseling van de twee posities gaat veel sneller: in het NMR-spectrum is dus enkel een gemiddeld signaal meetbaar. Elektronendiffractie en röntgendiffractie hebben geen last van het verschijnsel, omdat zij beide op een veel kortere tijdschaal werken.